# Хейни, Кэрол
Кэрол Хейни (урождённая Кэролайн Хейни; 24 декабря 1924 — 10 мая 1964) — американская танцовщица и актриса. Получила премию «Тони» за роль в бродвейском мюзикле «Пижамная игра», более поздняя работа хореографом принесла ей ещё три номинации на эту премию.

## Биография
Кэрол Хэйни родилась 24 декабря 1924 года в городе Нью-Бедфорд, Массачусетс, в семье Винсента Хейни (1899—1990), банковского служащего, и его жены датского происхождения Эллен (урожденная Кристенсен) Хейни (1900—1952). У неё была старшая сестра, Мириам Вудкок (1922—1961). Она начала танцевать в пять лет, и уже в подростковом возрасте открыла танцевальную школу «Miss Haney’s School of Dance». После школы Хейни уехала из своего родного города в Голливуд и снималась в эпизодических ролях в кино, пока её не заметил танцор и хореограф Джек Коул, и она стала его партнершей по танцам и ассистентом с 1946 по 1948 год.
В 1949 году Хейни была приглашена продюсером и режиссёром Джином Келли на роль его помощник по хореографии в нескольких музыкальных фильмах MGM. Она участвовала в создании ряда его лучших работ, включая «Увольнение в город» (1949), «Летние гастроли» (1950), «Американец в Париже» (1951), «Поющие под дождем» (1952), а также участвовала в проекте «Приглашение на танец» (1956). В качестве танцевального руководителя Хейни регулярно работала со своими партнёрами и, узнав их сильные стороны, строила на них новые номера. Келли пытался больше использовать Хейни в качестве актрисы. Он пригласил её в эпизод в «Поющих под дождем». Но студия постоянно отвергала его предложения, считая, что Хейни недостаточно привлекательна.
Хейни танцевала с Бобом Фоссом в киноверсии 1953 года «Поцелуй меня, Кэт». Когда Фосс получил свое первое хореографическое приглашение на Бродвей — «Пижамная игра» (1954), он рекомендовал Хейни сыграть небольшую роль. Она настолько впечатлила режиссёра Джорджа Эбботта, что тот объединил этот эпизод с большей ролью, в результате чего появилась роль Глэдис Хотчкисс, секретаря директора фабрики пижам. Она солировала сразу в двух танцевальных номерах — «Steam Heat» (Паровое отопление) и «Hernando’s Hideaway» (Убежище Эрнандо). Эта роль принесла Хейни известность на Бродвее, а также премию Тони и две премии Дональдсона. Эта роль принесла удачу дублерше Хейни — Ширли Маклейн. Через месяц после премьеры «Пижамной игры» в мае 1954 года, Хейни повредила лодыжку, и роль сыграла Ширли. Маклейн была замечена голливудским продюсером Хэлом Уоллисом, который пришел на шоу, чтобы увидеть Хейни. В результате Маклейн получила контракт, положивший начало её карьере в кино.
После этого Хейни появилась в нескольких шоу, в том числе в гастрольной постановке «Безумства Зигфилда» 1956 года, но у неё начал развиться панический страх сцены. Она появлялась на телевидении, воссоздала свою роль Глэдис в киноверсии «Пижамной игры» (1957). Затем она сосредоточила свою карьеру на хореографии для бродвейских шоу. Хейни получила три номинации на премию «Тони» за лучшую хореографию, но ни в одной из них не победила. В мае 1958 года она появилась вместе с Диком Ван Дайком в качестве приглашенной звезды в недолговечном развлекательном шоу Полли Берген на канале NBC, а также в популярных игровых шоу. Она демонстрировала свой талант драматической актрисы в эпизодических постановках, таких как роль Лилы в фильме Уильяма Инджа «Потеря роз» вместе с новичком Уорреном Битти, который, по иронии судьбы, был родным братом Ширли Маклейн.
Хейни была замужем за Юджином Дорианом Джонсоном с 1945 по 1953 год, потом с бродвейским актёром и телеведущим Ларри Блайденом с 1955 по 1962 год. У неё и Блайдена было двое детей: Джошуа (1957—2000) и Эллен (1960 г.р.). Хейни и Блайден проживали в историческом здании Achenbach House в Садл-Ривере, жильцов которого, по их мнению, преследовал дух его строителя. Позже дом был продан фирме-туроператору и сгорел в 2004 году.
Кэрол Хейни умерла в Садл-Ривере, штат Нью-Джерси, в 1964 году, в возрасте 39 лет. Причиной стала пневмония, осложненная диабетом и алкоголизмом.

## Фильмография
| Год  | Название фильма на английском языке | Название фильма на русском языке | Роль                                 |
| ---- | ----------------------------------- | -------------------------------- | ------------------------------------ |
| 1945 | Wonder Man                          | Чудо-Человек                     | девушка Голдвина                     |
| 1945 | Ziegfeld Follies                    | Безумства Зигфилда               | девушка Зигфилда                     |
| 1949 | On the Town                         | Увольнение в город               | танцовщица кордебалета               |
| 1950 | Summer Stock                        | Летние гастроли                  | участница труппы                     |
| 1953 | Kiss Me Kate                        | Поцелуй меня, Кэт                | танцовщица                           |
| 1956 | Invitation to the Dance             | Приглашение на танец             | Шахерезада в эпизоде Синдбад-мореход |
| 1957 | The Pajama Game                     | Пижамная игра                    | Глэдис, секретарь директора          |